# Movie Masterpiece Award
Gli Movie Masterpiece Award degli Empire Awards sono un riconoscimento cinematografico inglese, votato dai lettori della rivista Empire. Il premio viene consegnato annualmente dal 1999 al 2000.

## Vincitori e candidati
I vincitori sono indicati in grassetto.
- 1999
  - JFK - Un caso ancora aperto - Oliver Stone

- 2000
  - L'esorcista - William Friedkin